# Polyacanthonotus challengeri
Polyacanthonotus challengeri is een straalvinnige vissensoort uit de familie van rugstekelalen (Notacanthidae). De wetenschappelijke naam van de soort is voor het eerst geldig gepubliceerd in 1888 door Vaillant.